# Поднебесные Зубья
Поднебе́сные Зу́бья — туристический район в Кузнецком Алатау. Расположен на границе Кемеровской области и Хакасии вблизи железнодорожной станции Лужба, юго-восточнее заповедника «Кузнецкий Алатау», не входя в его состав. Ближайший город — Междуреченск, находится в 60 км к западу от Поднебесных Зубьев.
Ручьи и реки вытекают из каровых озёр, много родников, водопадов, порогов. На склонах хребта в истоках рек много каров с моренами в устьях. Во многих из них лежат небольшие ледники, находящиеся на аномально низкой высоте.
Высшей точкой Кузнецкого Алатау является плато Старая крепость, высотой 2217 метров, находящаяся на территории Хакасии. В пределах Кемеровской области — г. Верхний Зуб, 2178 м над уровнем моря.

## Геологическое строение
Район Поднебесных Зубьев расположен в пределах Кузнецко-Алатаусского сводового поднятия в зоне сочленения восточного склона Кузнецкого Алатау с юго-западными отрогами Батенёвского поднятия. Эти структуры представляют собой возрожденные горы, слагающие системы разноориентированных хребтов. Главная осевая линия Кузнецкого Алатау имеет субширотное и северо-западное простирание. Хребет является водораздельным между бассейнами рек систем Томи и Чулыма. С севера и юга к главному хребту примыкают короткие (от 14 до 40 км) отроги второго порядка (Харатасский, Туралыгский, Тигертышский, Междуказырский, Терень-Казырский). Средняя высота главного хребта — 1700—1800 метров, максимальная отметка — 2178 метров (г. Верхний Зуб). Хребты второго порядка расположены гипсометрически ниже, за исключением Харатасского, в контурах которого зафиксирована максимальная (для горной системы Кузнецкого Алатау отметка — 2211 метров). Туралыгский хребет имеет максимальную отметку в 1649 метров, Тигертышский — 2046 метров (г. Большой Зуб); Междуказырский — 1836 метров; Терень-Казырский — 1933 метров.
Рельеф района сформировался в условиях активных восходящих неотектонических движений, суммарная амплитуда которых достигала 1000—1200 метров. Они создали сильно расчлененный средне- и высокогорный рельефы на интрузивном субстрате с узкими, гребневидными водоразделами, изрезанными карами, цирками, с комплексом ледниковых форм, с многочисленными горными озёрами, с поверхностями гольцового выравнивания, с тектоническими уступами, с реликтами древнего пенеплена, интенсивно закурумленными склонами. Радиальной системой речных долин этот блок расчленен на значительную глубину (до 1200 метров). Долины имеют V-образную и ящикообразную (в преобразованных троговых долинах) форму и заполнены моренными, флювиогляциальными, гравитационными отложениями. Реки типично горные с многочисленными порогами и перекатами.

## Хребты

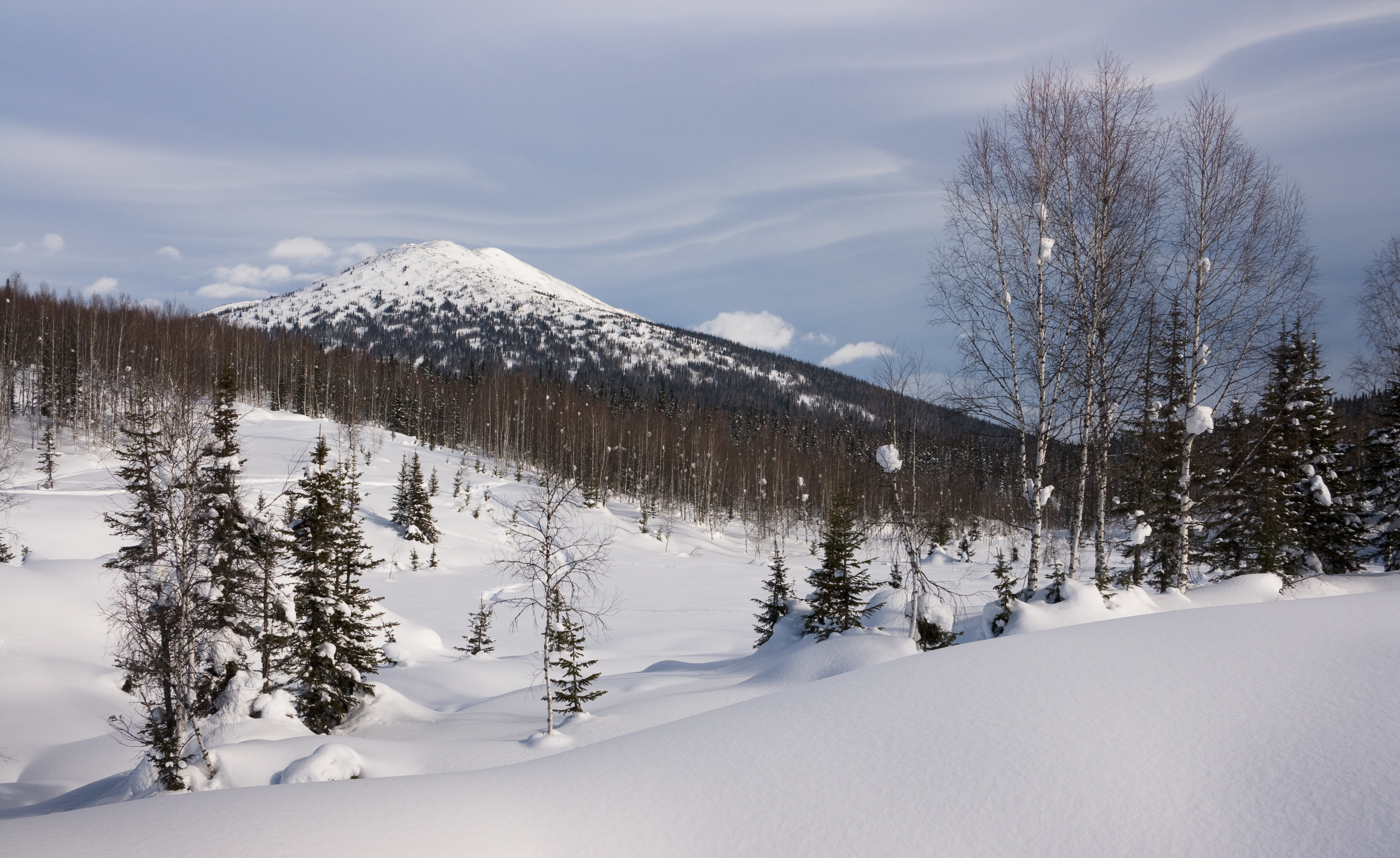
Вид на хребет

- Кузнецкий Алатау (центральный хребет);
- Тигер -Тыш;
- Терень-Казырский
- Кара-Тас
- Междуказырский

Хребет имеет типичный альпийский облик. В рельефе характерно сочетание кольцевых куполовидных форм высотой свыше 2000 метров с обширными выровненными водораздельными пространствами. В центральной части хребта поднимаются вершины Большого Зуба (2046), пика Юбилейный (2005), Малого Зуба, Среднего Зуба, пика Серебряного (2063), Три грации (2136), пика Молния, ЗапСиб и др.
Четко прослеживается высотная поясность растительности: до высоты 700—800 метров — пояс черневой тайги, в котором преобладает пихта сибирская с участками осины и березы. Здесь почти нет лесной подстилки и мохового покрова, зато густой травостой достигает 3 метров высоты. Следующий пояс, верхняя граница которого достигает 1400—1500 метров — темнохвойная кедрово-пихтовая тайга, с развитым мохово-лишайниковым покровом. Выше встречаются участки горной тундры и альпийских лугов. Затем идут курумы, скалы, снежники.
К востоку от Поднебесных Зубьев расположена долина реки Харатас, называемая также Золотой долиной и высшая точка района на хребте Кара-Тас — гора Старая Крепость (2217).

## Вершины

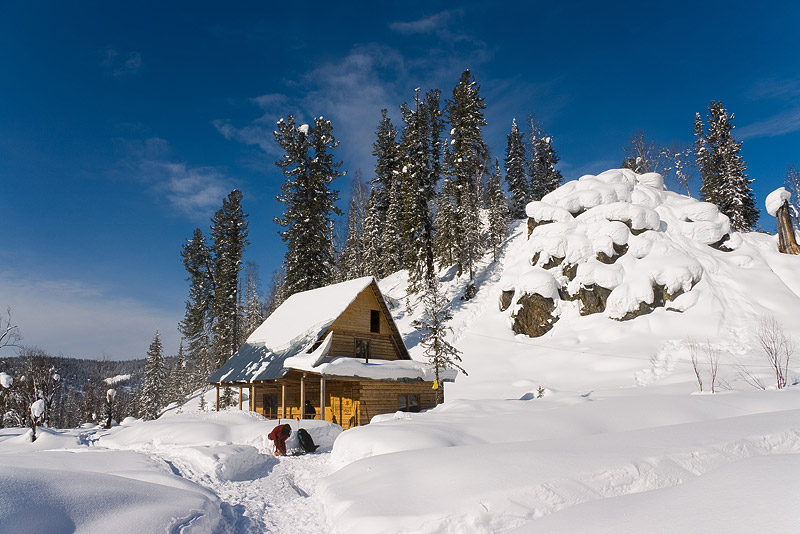
Приют Глухариный, р. Амзас

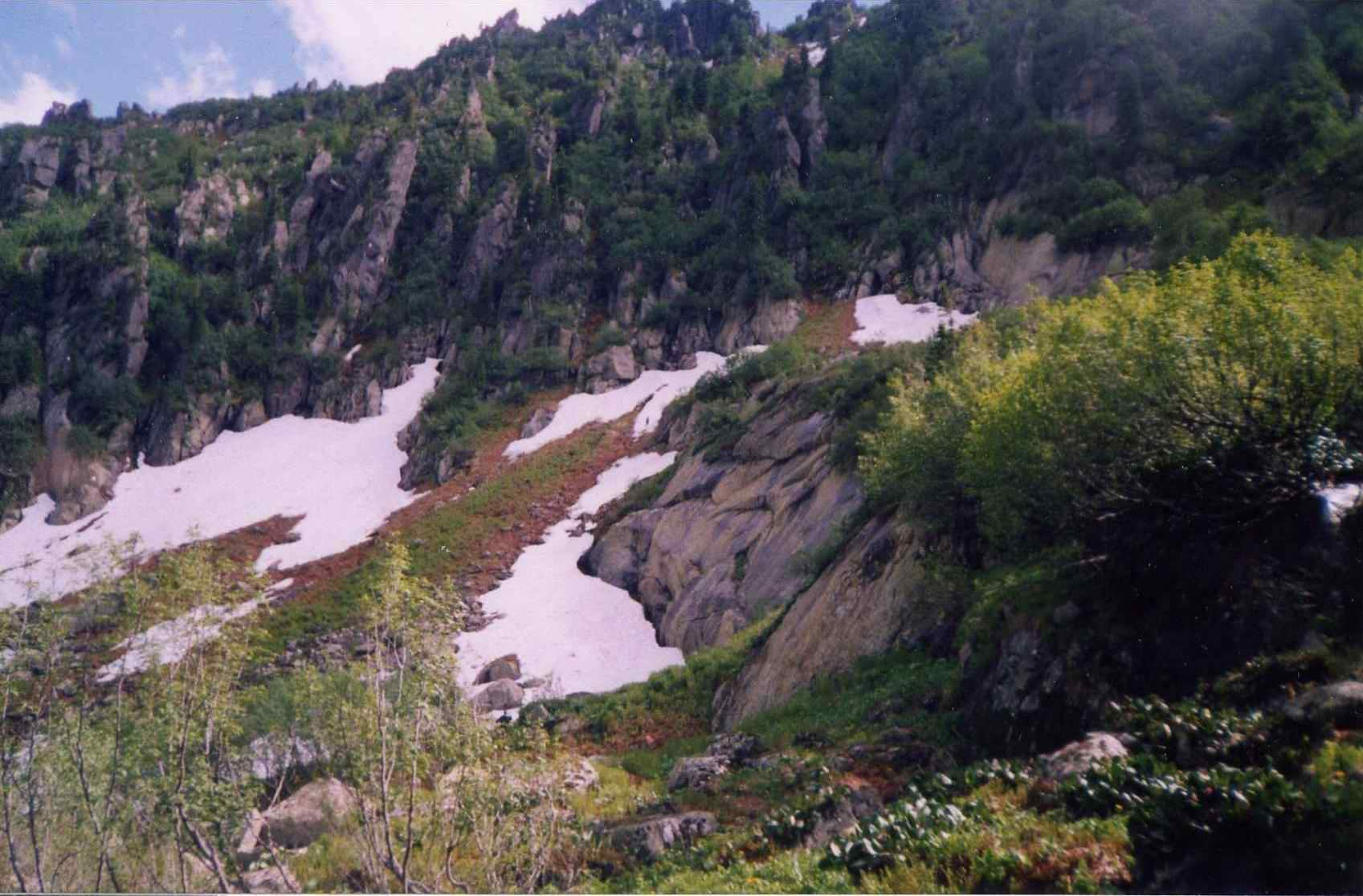
Цирк Запсиба

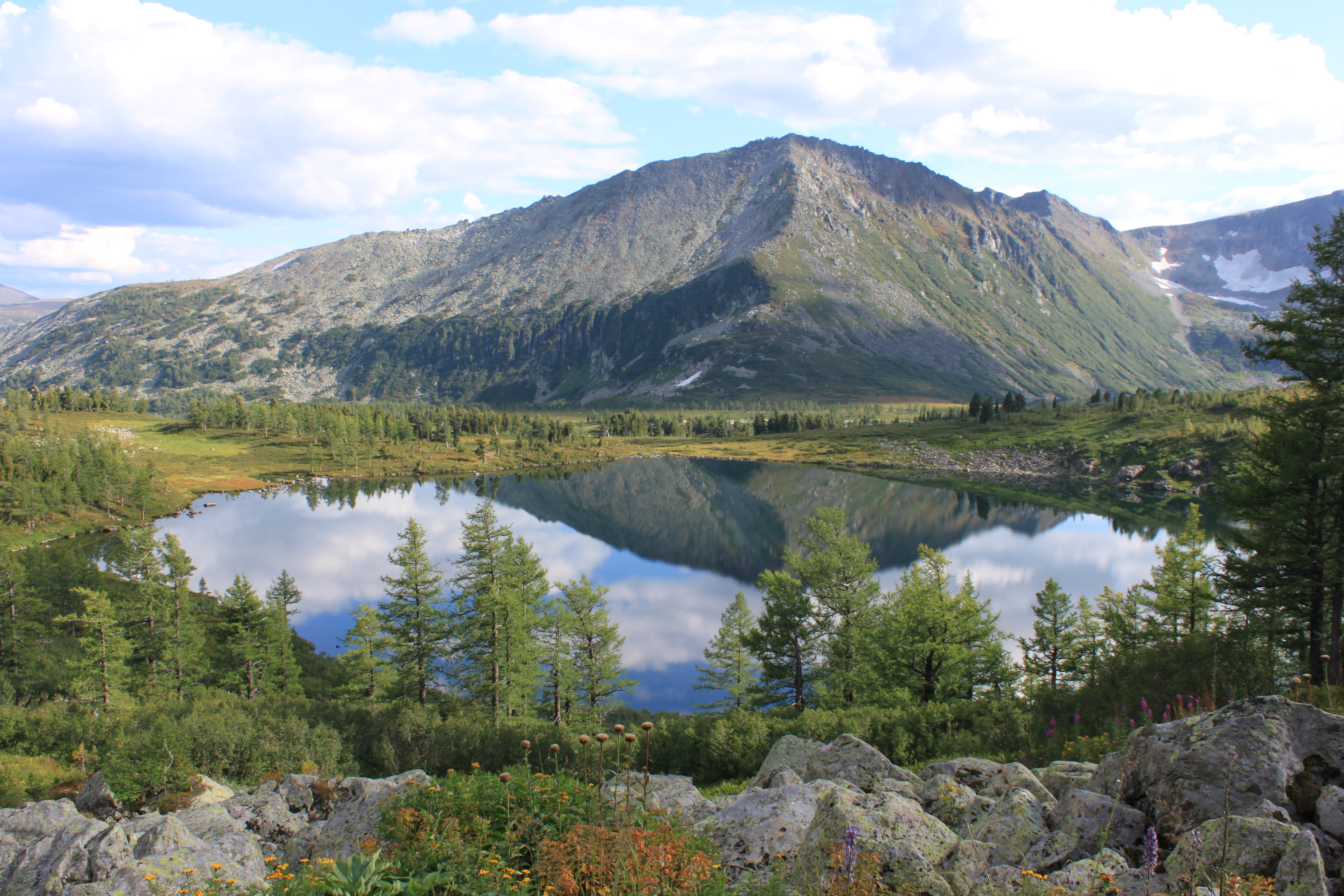
Озеро Круглое

Хребет Тигер-Тыш
| Название         | Высота | Категорийность | Примечание                           |
| ---------------- | ------ | -------------- | ------------------------------------ |
| А.У. Вареса      | 1752   | н/к            |                                      |
| Запсиб           | 1908   | н/к            |                                      |
| Средний Зуб      | 1826   | н/к            | Из цирка в истоках руч. Высокогорный |
| Большой Зуб      | 2045   | 1А             | С руч. Высокогорный                  |
| Малый Зуб        | 1983   | 1А             | С руч. Высокогорный                  |
| Юбилейная        | 2005   | н/к            |                                      |
| Пик Политехников | 1919   | 1А             | По восточному гребню                 |
| Пик Серебряный   | 2063   | н/к            | По восточному/западному гребню       |
| Пик ХВИ          | 1976   | 1Б             | Траверс Б.Зуб-ХВИ                    |

Хребет Терень-Казырский
| Название                        | Высота | Категорийность |
| ------------------------------- | ------ | -------------- |
| Пик газеты «Кузбасс» (Пирамида) | 1933   | н/к            |
| Одинокая                        | 1933   | н/к            |

Хребет Кара-Тас
| Название        | Высота | Категорийность |
| --------------- | ------ | -------------- |
| Старая Крепость | 2217   | н/к            |
| Молния          | 2137   | н/к            |

Хребет Кузнецкий Алатау
| Название            | Высота | Категорийность | Примечание           |
| ------------------- | ------ | -------------- | -------------------- |
| Двуглавая           | 1901   | 1А             | Траверс обеих вершин |
| Верхний Зуб         | 2178   | 1А             | По восточному гребню |
| 40 лет ВЛКСМ        | 1836   | н/к            | С пер. Караташский   |
| Пик Аркадия Гайдара | 1888   | н/к            |                      |

## Перевалы

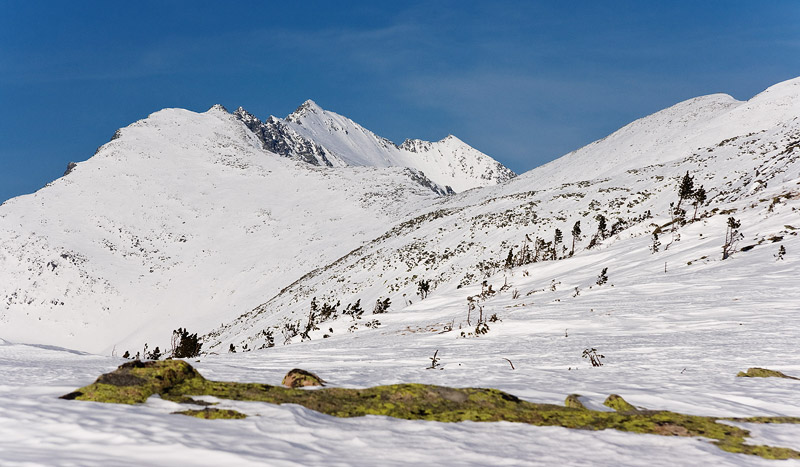
Хребет Тигер-Тыш, вид с пика Дураков

Хребет Тигер-Тыш
| Название | Высота | Категорийность | Что соединяет                               | Примечание                       |
| -------- | ------ | -------------- | ------------------------------------------- | -------------------------------- |
| Крутой   | 1550   | н/к            | р. Амзас — руч. Крутой                      | Между вершинами Вареса и Запсиба |
| АЛКИС    | 1710   | 1Б             | р. Амзас — руч. Высокогорный                |                                  |
| Озёрный  | 1550   | н/к            | Лев.исток р. Н.Тайжасу — руч. Высокогорный  |                                  |
| Тайжасу  | 1780   | 1А             | Прав.исток р. Н.Тайжасу — руч. Высокогорный |                                  |

Хребет Терень-Казырский
| Название | Высота | Категорийность | Что соединяет                |
| -------- | ------ | -------------- | ---------------------------- |
| Сургас   | 1430   | н/к            | р. Л.Сургас — р. В.Березовая |
| Геологов | 1517   | н/к            | р. Переходная — р. Б.Каинзас |
| Кунзас   | 1710   | н/к            | р. Кунзас — р. Л.Сургас      |

Хребет Кара-Тас
| Название     | Высота | Категорийность | Что соединяет                     |
| ------------ | ------ | -------------- | --------------------------------- |
| Козьи Ворота | 1806   | н/к            | р. Туралыг — оз. Караташ          |
| Высокий      | 2000   | н/к            | р. Туралыг — р. Широкая Берёзовая |

Хребет Междуказырский
| Название | Высота | Категорийность | Что соединяет           |
| -------- | ------ | -------------- | ----------------------- |
| Гайдара  | 1450   | н/к            | р. Б.Казыр — р. М.Казыр |

Хребет Кузнецкий Алатау
| Название    | Высота | Категорийность | Что соединяет                                  | Примечание                                                                        |
| ----------- | ------ | -------------- | ---------------------------------------------- | --------------------------------------------------------------------------------- |
| Казырский   | 1660   | н/к            | верх.р. Б.Казыр — р. Улуг-Чул                  |                                                                                   |
| Улуг-Чул    | 1530   | н/к            | оз. Верх-Терень — р. Улуг-Чул                  |                                                                                   |
| Хмурый      | 1500   | н/к            | р. Ханыг-Ой — р. Б.Хунул-Хузух                 |                                                                                   |
| Караташский | 1560   | н/к            | р. М.Казыр — р. Б.Хунул-Хузух                  |                                                                                   |
| НГПИ        | 1700   | 1А             | оз. Харлыгколь — р. М.Казыр                    |                                                                                   |
| Ледовый     | 1680   | 1Б             | ледн. Караташский — р. М.Казыр                 |                                                                                   |
| Марина      | 1600   | н/к            | пр.приток р. В.Тайжасу — лев.приток р. Туралыг |                                                                                   |
| б/н         | 2178   | 1А             | оз. Караташское — р. В.Тайжасу                 | Перевал через вершину г. В.Зуб (траверс с пер. Козьи ворота по восточному гребню) |
| Бумеранг    | 1610   | н/к            | р. В.Шалов — пр.исток р. Бель-Су               |                                                                                   |
| Тронова     | 1761   | 2А             | ледн. Тронова — р. М.Казыр                     |                                                                                   |

## Туризм

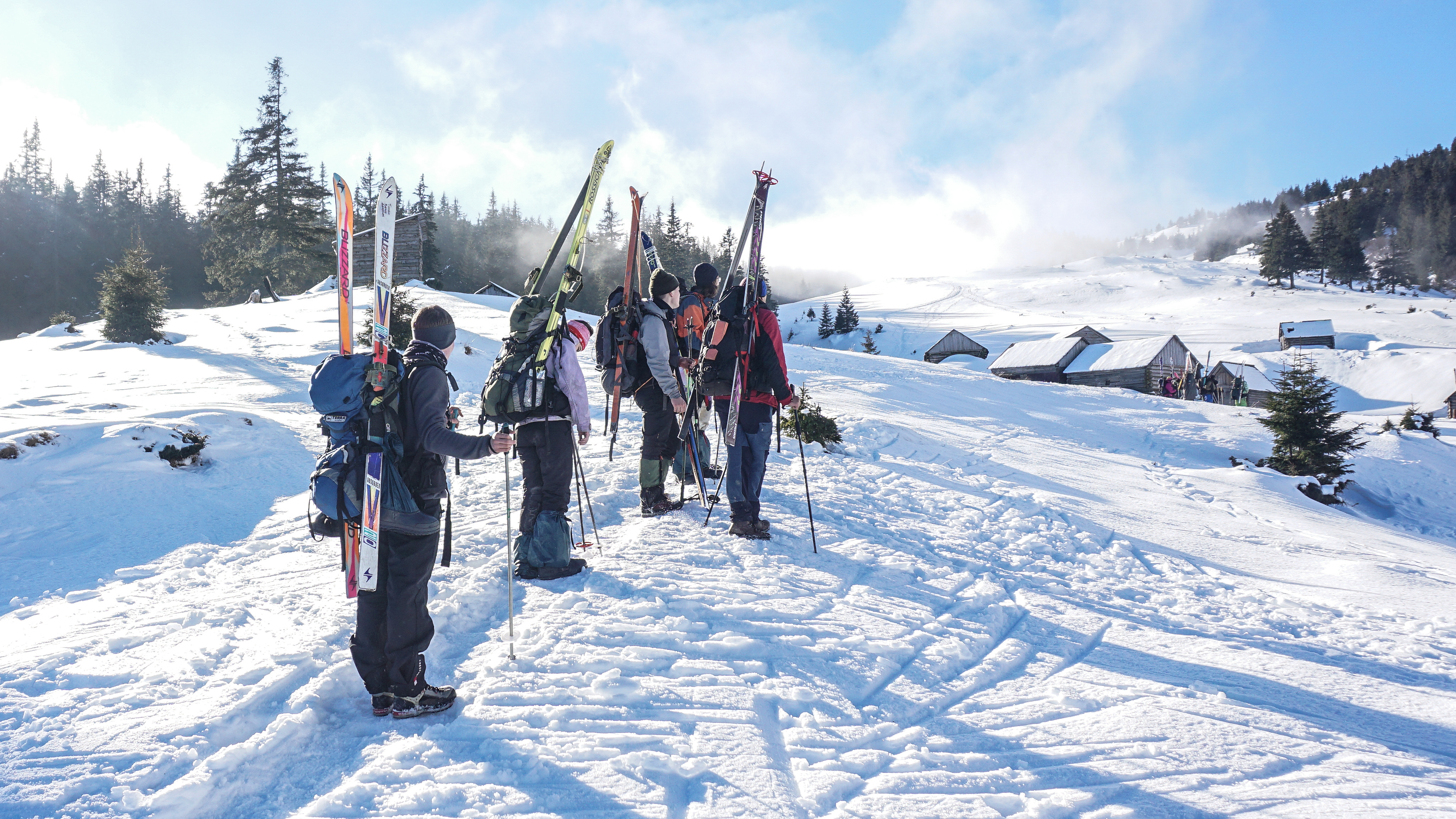
Группа туристов-лыжников.

Район Поднебесных Зубьев пользуется популярностью у сибирских туристов, совершающих летние пешие и зимние лыжные походы. Этому способствует разветвленная сеть домиков-приютов, работающих круглый год, к сожалению в 2007 году по решению суда со стороны Хакасии несколько приютов были снесены . С 2009 года их начали восстанавливать. Интересен для спортсменов-водников, использующих горные реки для водного туризма. В зимний сезон Поднебесные Зубья также пользуются популярностью среди горнолыжников и сноубордистов — поклонников бэккантри.
Для туристов этот район интересен удобным транспортным положением, близостью к источникам рекреационного потока, сочетанием разнообразных типов ландшафтов на очень компактной территории и незначительной затронутостью природных комплексов хозяйственной деятельностью человека.
В целом южная часть Кузнецкого Алатау является типичным горнотаёжным районом с достаточно большим набором естественных препятствий, позволяющих проводить спортивные пешеходные походы до 3 к.с. включительно и лыжные — до 5 к.с. Из локальных препятствий наиболее характерными являются перевалы, вершины, траверсы гребней и переправы. Из протяжённых препятствий определяющим являются в первую очередь растительный покров, представленный очень широким спектром: от высокотравия и таёжных зарослей, осложнённых завалами и скрытыми в траве камнями, до ивового и берёзового стланика в горных тундрах. Ещё типичным препятствием являются каменные россыпи-курумы с размерами камней от одного метра и более, часто встречающиеся в комбинации с кустарниковыми зарослями.

## Часовня
В августе 2007 года, около туристского приюта «Снежный барс», состоялось освящение деревянной часовни в честь Воздвижения Креста Господня.
Приют и часовня составляют мемориальный комплекс, созданный в рамках «Программы по созданию Центра памяти погибших кузбасских туристов, альпинистов и путешественников». Данная программа была разработана в память о гибели группы альпинистов при попытке покорения вершины К2 (8 611 м) в 2006 г. (Утешев, Фойгт, Кувакин, Кузнецов).
Высота от основания часовни до креста составляет 14 метров. Вместо традиционных икон, которые могли бы испортиться из-за низких температур зимой, скульпторы изготовили три мозаичных иконы и витражи в окна. Строительством часовни занимались члены томского отделения Союза монументалистов, скульпторов, дизайнеров. Конструкции здания были изготовлены и собраны в Томске, затем разобраны и перевезены к месту строительства. Возведение часовни осуществлялось вручную, с помощью профессиональных альпинистов. Колокол для часовни отливался в Новосибирске, купол был изготовлен на Урале.

## Топонимика
- Адушелат — Левые притоки р. Бельсу. Название происходит от тюркских слов ада (бедствие) и чулат (небольшая речка). Опасная речка
- Алгуй — Ручей, приток р. Амзас. В основе названия шорские ала (пёстрый) и куй (пещера). Пёстрая река.
- Алты-Азыр — Левый приток р. Большой Казыр. В переводе с хакасского означает Нижний раздвоенный ручей.
- Барсук — Река, правый приток Томи. Название дано от древнетюркских слов бар (пропадать), (исчезнуть) и суг (река). Исчезающая река.
- Амзас — Правый приток Томи. Название происходит от кетских ам (мать) и сес (река). Мать-река.
- Балыксу — Ж/д станция на линии Новокузнецк-Абакан. Названа по имени реки, левого притока р. Томи. Название основано от шорского балык (рыба) и су-(вода), (река). Рыбная река.
- Бель-Су — Река, правый приток р. Томи. Общепринятая этимология соотносит данный гидроним с шорским пел (таймень) и су-(река). И. А. Воробьёва связывает с тюркским бел (ущелье) и переводит как река, текущая с перевала.
- Иссук — Правый приток р. Терен-су. Название дано от хакасского термина ис(внутренний). ‘Внутренняя река’.
- Казыр — Река, правый приток р. Томь. Образуется от слияния малого и большого Казыра. Казыр в шорском языке означает бешеный.
- Кара-Тас — Хребет в южной части Кузнецкого Алатау. Название образовано от общетюркского кара (чёрный) и шорского тас (голый). Чёрная вершина без растительности.
- Кончик — Вершина на левом берегу р .Томь. Шорское название кончик (соседний). Соседняя.
- Кузнецкий Алатау — Горы, входящие в состав Алатаусско-Шорского нагорья Кузнецко-Салаирской провинции Алтае-Саянской горной области. Первая часть оронима образована от названия г. Кузнецка. Алатау состоит из тюркских географических названий тау (гора)и ала (пёстрый). Пёстрые горы.
- Лужба — Ж/д станция на линии Новокузнецк-Абакан. Названа по имени реки, на которой расположена. Возможно, первая часть луж восходит к южносамодийскому лоозы (чёрт), а формант ба — к южносамодийскому бу (река). Чёртова река.
- Томь — Река правый приток р. Обь. В происхождении есть несколько толкований:

1. От кетско-пумпокальского тоом- Большая река.
2. От кетского тоом- Тёмная.
3. От индоевропейского таме- Тёмная.
- Тигер-Тыш — Хребет в южной части Кузнецкого Алатау. Название образовано от тюркского тенгри (небесный) и шорского тиш (зуб). Таким образом, Поднебесные Зубья